# Bandeira de Nenétsia
A Bandeira de Nenétsia é um dos símbolos oficiais do okrug de Nenétsia, uma subdivisão da Federação Russa. Foi adotada em 4 de outubro de 2003. A bandeira foi escolhida em um concurso decidido pelo parlamento do okrug em 28 de janeiro de 1997.

## Descrição
Seu desenho consiste em um retângulo na proporção largura-comprimento de 2:3, dividido em três listras horizontais de larguras diferentes: uma superior branca com 7/10 da largura total, uma intermediária azul com 1/10 da largura e uma inferior verde com 1/10. No limite entre as faixas branca e azul há uma ornamentação geométrica tradicional de os povos da Nenétsia desenhada em azul e branco com a largura de 1/10 da total.

## Simbolismo
O padrão de ornamentação usado é igual ao usado na bandeira de Iamália, o que as tonam bastante parecidas entre si.